# アズバイケ・エグウェクウェ
アズバイケ・エグウェクウェ（Azubuike Emanuel Egwuekwe、1989年7月16日 - ）は、ナイジェリアの元サッカー選手。元ナイジェリア代表。ポジションはディフェンダー。

## 来歴
2012年にナイジェリア代表でデビュー。FIFAコンフェデレーションズカップ2013にも2試合に出場した。また、出場機会は無かったが、2014 FIFAワールドカップのメンバーにも選ばれた。2015年までに36試合に出場、2得点をあげた。

## 代表歴

### 出場大会
- ナイジェリア代表
  - 2014 FIFAワールドカップ

### 試合数
- 国際Aマッチ 36試合 4得点（2012年-2015年）[1]

| ナイジェリア代表 | 国際Aマッチ | 国際Aマッチ |
| 年               | 出場        | 得点        |
| ---------------- | ----------- | ----------- |
| 2012             | 12          | 1           |
| 2013             | 11          | 0           |
| 2014             | 11          | 0           |
| 2015             | 2           | 1           |
| 通算             | 36          | 2           |